# Fonction q-gamma
La fonction q-gamma est une fonction mathématique qui est une généralisation q-analogue de la fonction gamma ordinaire.
Elle est définie par :
{\displaystyle \Gamma _{q}(x)=(1-q)^{1-x}\prod _{n=0}^{\infty }{\frac {1-q^{n+1}}{1-q^{n+x}}}=(1-q)^{1-x}\,{\frac {(q;q)_{\infty }}{(q^{x};q)_{\infty }}}}pour {\displaystyle |q|<1}, et{\displaystyle \Gamma _{q}(x)={\frac {(q^{-1};q^{-1})_{\infty }}{(q^{-x};q^{-1})_{\infty }}}(q-1)^{1-x}q^{\binom {x}{2}}}pour {\displaystyle |q|>1}. 
Ici {\displaystyle (\cdot ;\cdot )_{\infty }} est le q-symbole de Pochhammer infini. La fonction q-gamma est solution de l'équation fonctionnelle suivante :{\displaystyle \Gamma _{q}(x+1)={\frac {1-q^{x}}{1-q}}\Gamma _{q}(x)=[x]_{q}\Gamma _{q}(x)}De plus, la fonction q-gamma  vérifie le q-analogue du théorème de Bohr-Mollerup. Pour tout entier n positif ou nul,{\displaystyle \Gamma _{q}(n)=[n-1]_{q}!}où {\displaystyle [\cdot ]_{q}} est la fonction q-factorielle. Ainsi, la fonction q-gamma peut être considérée comme prolongeant la q-factorielle aux nombres réels, de la même manière que la fonction gamma prolonge la factorielle. La fonction gamma apparaît également comme la limite :{\displaystyle \lim _{q\to 1\pm }\Gamma _{q}(x)=\Gamma (x)}

## Propriétés
La fonction q-gamma vérifie la q-analogue de la formule de multiplication de Gauss :{\displaystyle \Gamma _{q}(nx)\Gamma _{r}(1/n)\Gamma _{r}(2/n)\cdots \Gamma _{r}((n-1)/n)=\left({\frac {1-q^{n}}{1-q}}\right)^{nx-1}\Gamma _{r}(x)\Gamma _{r}(x+1/n)\cdots \Gamma _{r}(x+(n-1)/n),\ r=q^{n}.}

### Représentation intégrale
La fonction q-gamma peut s'écrire sous forme intégrale{\displaystyle {\frac {1}{\Gamma _{q}(z)}}={\frac {\sin(\pi z)}{\pi }}\int _{0}^{\infty }{\frac {t^{-z}\mathrm {d} t}{(-t(1-q);q)_{\infty }}}.}

### Formule de Stirling
On a aussi un q-analoque de la formule de Stirling {\displaystyle \log \Gamma _{q}(x){\underset {x\to \infty }{\sim }}(x-{\frac {1}{2}})\log[x]_{q}+{\frac {\mathrm {Li} _{2}(1-q^{x})}{\log q}}+C_{\hat {q}}+{\frac {1}{2}}H(q-1)\log q+\sum _{k=1}^{\infty }{\frac {B_{2k}}{(2k)!}}\left({\frac {\log {\hat {q}}}{{\hat {q}}^{x}-1}}\right)^{2k-1}{\hat {q}}^{x}p_{2k-3}({\hat {q}}^{x})}{\displaystyle {\hat {q}}=\left\{{\begin{aligned}q\quad \mathrm {si} \ &0<q\leq 1\\1/q\quad \mathrm {si} \ &q\geq 1\end{aligned}}\right\},}{\displaystyle C_{q}={\frac {1}{2}}\log(2\pi )+{\frac {1}{2}}\log \left({\frac {q-1}{\log q}}\right)-{\frac {1}{24}}\log q+\log \sum _{m=-\infty }^{\infty }\left(r^{m(6m+1)}-r^{(3m+1)(2m+1)}\right),}où {\displaystyle r=\exp(4\pi ^{2}/\log q)}, {\displaystyle H} désigne la fonction échelon d'Heaviside, {\displaystyle B_{k}} est le nombre de Bernoulli, {\displaystyle \mathrm {Li} _{2}(z)} est le dilogarithme, et {\displaystyle p_{k}} est un polynôme de degré {\displaystyle k} vérifiant{\displaystyle p_{k}(z)=z(1-z)p'_{k-1}(z)+(kz+1)p_{k-1}(z),p_{0}=p_{-1}=1,k=1,2,\cdots .}

## Formule de Raabe
On a également les q-analogues de la formule de Raabe, pour les valeurs de {\displaystyle |q|>1}.
{\displaystyle \int _{0}^{1}\log \Gamma _{q}(x)dx={\frac {\zeta (2)}{\log q}}+\log {\sqrt {\frac {q-1}{\sqrt[{6}]{q}}}}+\log(q^{-1};q^{-1})_{\infty }\quad (q>1).}
On a également pour {\displaystyle 0<q<1} :
{\displaystyle \int _{0}^{1}\log \Gamma _{q}(x)dx={\frac {1}{2}}\log(1-q)-{\frac {\zeta (2)}{\log q}}+\log(q;q)_{\infty }\quad (0<q<1).}

## Valeurs particulières
On connaît les valeurs suivantes de la fonction q-gamma:
{\displaystyle {\begin{aligned}\Gamma _{\mathrm {e} ^{-\pi }}\left({\frac {1}{2}}\right)&={\frac {\mathrm {e} ^{-7\pi /16}{\sqrt {\mathrm {e} ^{\pi }-1}}{\sqrt[{4}]{1+{\sqrt {2}}}}}{2^{15/16}\pi ^{3/4}}}\,\Gamma \left({\frac {1}{4}}\right),\\\Gamma _{\mathrm {e} ^{-2\pi }}\left({\frac {1}{2}}\right)&={\frac {\mathrm {e} ^{-7\pi /8}{\sqrt {\mathrm {e} ^{2\pi }-1}}}{2^{9/8}\pi ^{3/4}}}\,\Gamma \left({\frac {1}{4}}\right),\\\Gamma _{\mathrm {e} ^{-4\pi }}\left({\frac {1}{2}}\right)&={\frac {\mathrm {e} ^{-7\pi /4}{\sqrt {\mathrm {e} ^{4\pi }-1}}}{2^{7/4}\pi ^{3/4}}}\,\Gamma \left({\frac {1}{4}}\right),\\\Gamma _{\mathrm {e} ^{-8\pi }}\left({\frac {1}{2}}\right)&={\frac {\mathrm {e} ^{-7\pi /2}{\sqrt {\mathrm {e} ^{8\pi }-1}}}{2^{9/4}\pi ^{3/4}{\sqrt {1+{\sqrt {2}}}}}}\,\Gamma \left({\frac {1}{4}}\right).\end{aligned}}}Ce sont les analogues de l'identité classique {\textstyle \Gamma \left({\frac {1}{2}}\right)={\sqrt {\pi }}}.
De même, on a les analogues suivants de l'identité {\textstyle \Gamma \left({\frac {1}{4}}\right)\Gamma \left({\frac {3}{4}}\right)={\sqrt {2}}\pi } :
{\displaystyle {\begin{aligned}\Gamma _{\mathrm {e} ^{-2\pi }}\left({\frac {1}{4}}\right)\Gamma _{\mathrm {e} ^{-2\pi }}\left({\frac {3}{4}}\right)&={\frac {\mathrm {e} ^{-29\pi /16}\left(\mathrm {e} ^{2\pi }-1\right){\sqrt[{4}]{1+{\sqrt {2}}}}}{2^{33/16}\pi ^{3/2}}}\,\Gamma \left({\frac {1}{4}}\right)^{2},\\\Gamma _{\mathrm {e} ^{-4\pi }}\left({\frac {1}{4}}\right)\Gamma _{\mathrm {e} ^{-4\pi }}\left({\frac {3}{4}}\right)&={\frac {\mathrm {e} ^{-29\pi /8}\left(\mathrm {e} ^{4\pi }-1\right)}{2^{23/8}\pi ^{3/2}}}\,\Gamma \left({\frac {1}{4}}\right)^{2},\\\Gamma _{\mathrm {e} ^{-8\pi }}\left({\frac {1}{4}}\right)\Gamma _{\mathrm {e} ^{-8\pi }}\left({\frac {3}{4}}\right)&={\frac {\mathrm {e} ^{-29\pi /4}\left(\mathrm {e} ^{8\pi }-1\right)}{16\pi ^{3/2}{\sqrt {1+{\sqrt {2}}}}}}\,\Gamma \left({\frac {1}{4}}\right)^{2}.\end{aligned}}}

## Version matricielle
Soit A une matrice carrée complexe définie positive. On peut définir une fonction q-gamma matricielle par q-intégrale :
{\displaystyle \Gamma _{q}(A):=\int _{0}^{\frac {1}{1-q}}t^{A-I}E_{q}(-qt)\mathrm {d} _{q}t}
où {\displaystyle E_{q}} est la fonction q-exponentielle.